# Cidadali
Cidadali is een bestuurslaag in het regentschap Tasikmalaya van de provincie West-Java, Indonesië. Cidadali telt 4243 inwoners (volkstelling 2010).